# 캐산
《캐산》(キャシャーン, Casshern)은 일본에서 제작된 키리야 카즈아키 감독의 2004년 SF, 드라마, 모험, 액션 영화이다. 이세야 유스케 등이 주연으로 출연하였다.

## 출연

### 주연
- 이세야 유스케
- 아소 구미코

### 조연
- 테라오 아키라
- 히구치 카나코
- 코히나타 후미요
- 미야사코 히로유키
- 카나메 준
- 니시지마 히데토시
- 오이카와 미츠히로
- 테라지마 스스무
- 아타키 히데지
- 미하시 타츠야
- 카라사와 토시아키
- 사다 마유미
- 나야 고로

## 기타
- 원조: 요시다 타츠오
- 미술: 하야시다 유지
- 의상: 키타무라 미치코
- 홍보: 영화풍경

## 같이 보기
- 신조인간 캐산